# Амиров, Мусеиб Ариф оглы
Мусеиб Ариф оглы Амиров (азерб. Müseyib Arif oğlu Əmirov; род. 24 декабря 1963, Баку) — азербайджанский художник-живописец, заслуженный художник Азербайджанской Республики (2006).

## Жизнь и творчество
Мусеиб Амиров родился 24 декабря 1963 года в Баку, в семье известного художника Арифа Амирова. Он внук репрессированного комиссара просвещения Азербайджанской ССР Мусеиба Шахбазова.
Мусеиб Амиров — выпускник Художественного техникума и Азербайджанского государственного университета искусств — некоторое время и сам являлся педагогом класса «Экспериментальной живописи» в Азербайджанской академии художеств.
Сегодня Мусеиб Амиров является независимым художником, его работы выставляются во Франции, США, Германии, Литве, хранятся во многих музеях и частных коллекциях мира.
Среди наиболее крупных международных проектов, в которых участвовал художник, — «Art Exhibition» «Баку-Париж. 20 художников», «Orangeride Senat», Париж, Франция (2004 год); «Выставка современных художников Азербайджана» «IMF Gallery», Вашингтон, США (2004 год); Международная выставка искусств в Люксембурге (2003 год) и Международная выставка искусств, «Grandsetjeunesd’aujourd’hui», «Espace Auteuil», Париж, Франция (2003 год).
Выставка Мусеиба Амирова проходит в галерее YAY в Баку.